# Narodni dom
Le Narodni dom (en slovène Casa nazionale, Casa del popolo ou Casa di Cultura) était le siège des organisations des Slovènes de Trieste, un bâtiment multifonctionnel situé au centre de Trieste, dans lequel il y avait aussi un théâtre, une caisse d'épargne, un café et un hôtel, l'Hôtel Balkan.
Il est incendié par les fascistes le 13 juillet 1920, lors de ce que Renzo De Felice appelle « le véritable baptême du squadrisme organisé ».

## Création de la société Narodni dom
En 1900, le comité d'organisation pour la constitution de la société Narodni dom (« Maison nationale ») se réunit. L'organisation, composée de personnalités bien connues du mouvement national des Slovènes de Trieste, constituée autour de la société politique Edinost. Le statut est approuvé par décret de la Lieutenance royale impériale de Trieste le 30 octobre 1900. La banque slovène Banca di Risparmio e Prestiti de Trieste achète le terrain le 29 avril 1901 pour la construction du bâtiment Narodni dom au no. 2 de la place appelée à l'époque Piazza Caserma, aujourd'hui Piazza Oberdan. Le 7 juillet 1901, l'assemblée fondatrice de la société « Casa Nazionale » - « Narodni dom » a lieu dans les salles de la Sala di lettura Slovena via San Francesco 2.

## Histoire
Dans les dix premières années du XXe siècle, du fait de l'immigration venue de toute l'Autriche-Hongrie, la communauté slave (Slovènes, Croates, Tchèques) de Trieste a plus que doublé, passant de 25 000 à 57 000 habitants dans la commune (de 15 % à 25 %) et de 6 500 à 22 000 en ville (de 5 % à 13 %). Les nombreuses sociétés et organisations slovènes et slaves jugent nécessaire de construire un bâtiment pouvant accueillir leurs activités, suivant l'exemple d'autres villes où la présence de minorités slovènes est importante (telles que Klagenfurt, Maribor, Celje et Gorizia), et où entre la fin du XIXe et le début du XXe siècle, les soi-disant « maisons du peuple » ou « maisons nationales » ont été construites pour accueillir des activités culturelles (et parfois, comme à Gorizia, également commerciales) slovènes. Ces bâtiments, appelés Narodni dom en slovène, ont également une forte valeur symbolique, car ils doivent représenter un symbole visuel de la puissance numérique, économique et culturelle croissante des communautés urbaines slovènes. Pour cette raison, ils sont également construits dans certaines villes à majorité et administrations slovènes (comme Novo mesto et Ljubljana). Dans la commune de Trieste, il y a déjà deux maisons nationales slovènes, une à Barcola et l'autre dans le quartier de San Giacomo.
Le siège du Narodni dom de Trieste se situe en 1907 à l'intérieur de l'Hôtel Balkan, un imposant bâtiment construit entre 1901 et 1904 selon le projet de l'architecte Max Fabiani. Bâtiment avant-gardiste pour l'époque, il est multifonctionnel et, en plus d'un hôtel, abrite une salle de théâtre et des bureaux pour divers organismes, banques et compagnies d'assurances,.

## Incendie
Au printemps et à l'été 1920, plus d'un an après la fin de la Première Guerre mondiale, et après l'abandon par l'Italie de la Conférence de la paix de Paris, les relations entre le royaume d'Italie et le royaume des Serbes, Croates et Slovènes sont extrêmement tendues. La Vénétie julienne est sous administration civile italienne provisoire, tandis que la partie de la Dalmatie, promise à l'Italie par le pacte de Londres, est sous administration militaire italienne. La question de Fiume est toujours ouverte et les négociations entre les deux États se déroulent dans un climat de veto et de menaces réciproques. A Trieste, le Toscan Francesco Giunta est devenu récemment secrétaire du groupe des Faisceaux italiens de combat de la ville, qui en quelques mois ont changé le destin du mouvement fasciste julien, le conduisant à conquérir l'hégémonie dans la vie politique de la ville. Il convoque une réunion en fin d'après-midi du 13 juillet 1920 sur la piazza dell'Unità à la suite de l'assassinat de deux marins italiens à Split, ville qui bien que présentant une importante composante nationale italienne, ne fait pas partie du gouvernorat militaire italien et est  administrée par des comités nationaux yougoslaves, lors d'un affrontement entre soldats italiens et nationalistes yougoslaves jamais parfaitement clair, au cours duquel un civil croate est également tué. Dans le mémorandum présenté le 1er septembre par la société politique slovène Edinost au président du Conseil des ministres Giovanni Giolitti, on lit : « Le 13 juillet 1920, les journaux nationalistes de Trieste Il Piccolo, L'Era Nuova et La Nazione rapportent une proclamation du Fascio Triestino di Combattimento où la population a été invitée à 18 heures à un rassemblement sur la Piazza dell'Unità, les exhortant à une réaction énergique aux événements de Split avec la devise que "le temps du bon italien est révolu" ». Le poste de police prédit qu'il y aura probablement des émeutes dans l'après-midi et met en place des mesures de protection substantielles des associations politiques, culturelles et économiques slaves de Trieste.
Pendant le rassemblement, la tension est très élevée ; Giunta prononce un discours avec un ton et un contenu extrêmement violents et menaçants :

« La grande âme du commandant Gulli, sauvagement tué, veut se venger. Mes frères, qu’avez-vous fait du provocateur soudoyé? (Giunta fait référence à un passant qui venait d’être sauvé par les carabiniers après avoir été agressé parce qu’il avait été surpris à lire un journal en slovène, n.d.r.) Ce fut peu, vous deviez tuer! Il faut établir la loi du talion. Il faut se souvenir et haïr (...). Gulli était l’homme de Millo, le plus grand amiral qui ait eu l’Italie. Gulli doit être vengé (...) L’Italie a apporté ici le pain et la liberté. Maintenant, il faut agir; nous avons dans nos maisons les poignards bien aiguisés et brillants, que nous déposons pacifiquement à la fin de la guerre, et ces poignards nous reprendrons - pour le salut de l’Italie. Les artisans yougoslaves, les lâches, tous ceux qui ne sont pas avec nous nous connaîtront (...) »

— Extrait du discours de Francesco Giunta sur la Piazza dell'Unità le 13 juillet 1920,.

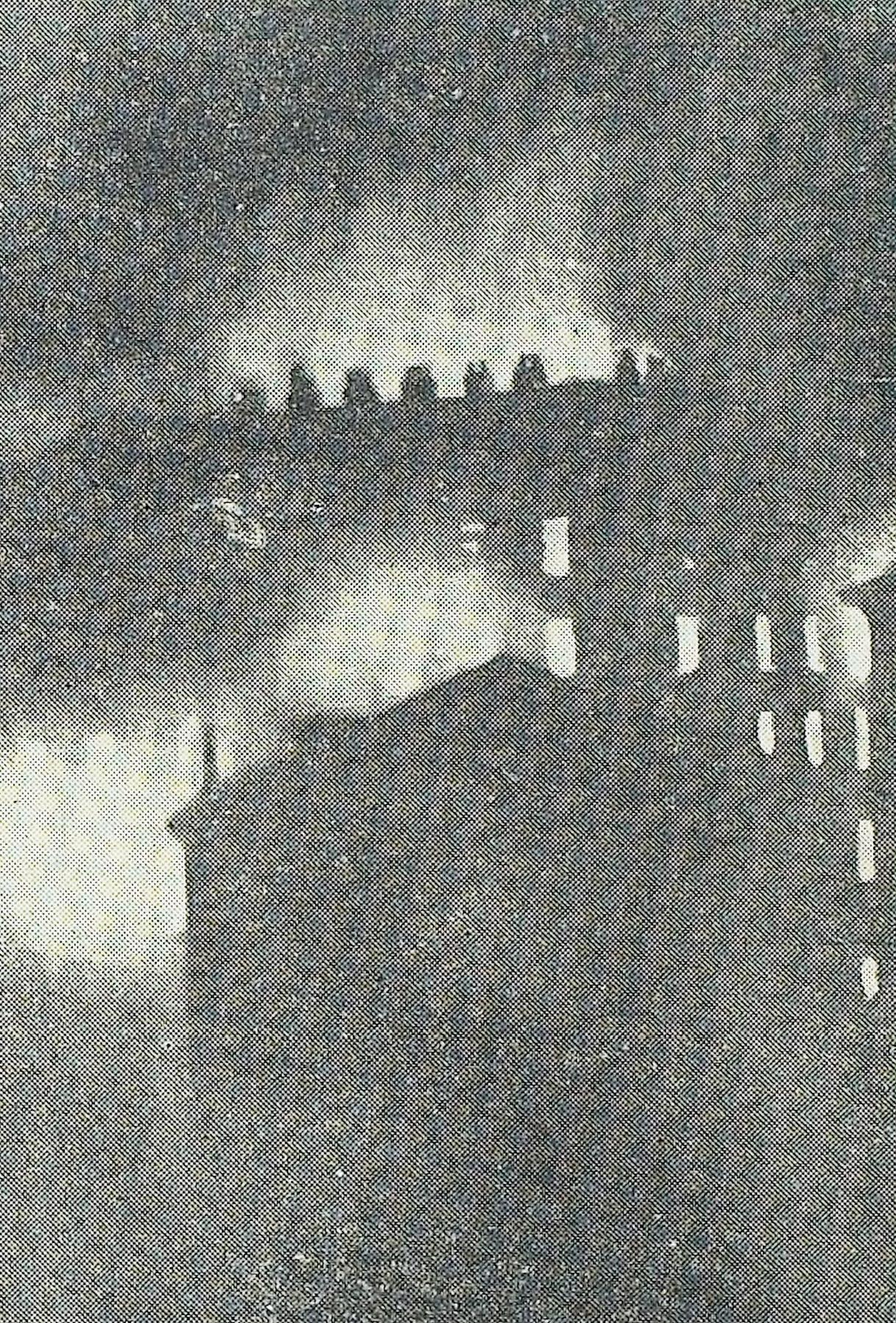
Incendie.

Vers la fin du rassemblement, des échauffourées éclatent, au cours desquelles plusieurs personnes tombent au sol, blessées par balle ou à l'arme blanche. Parmi celles-ci, le chauffeur Antonio Raikovich, qui en réchappe après 15 jours d'hospitalisation, et le cuisinier du restaurant Bonavia, un jeune de dix-sept ans de Novare, Giovanni Nini, qui décède sur le coup. La responsabilité de ce meurtre n'a jamais été établie. En 1924, le préfet Mosconi parlera de « [...] l'assassinat d'un citoyen dans un meeting de protestation, considéré (sic) comme l'œuvre d'un Slave... » Selon l'historien fasciste Attilio Tamaro « alors que l'impressionnant rassemblement avait lieu et Francesco Giunta, secrétaire du fasciste, parlait, un Slave a tué un fasciste, qui était intervenu pour sauver un officier de l'agressé. » Selon l'historien antifasciste C. Schiffrer, « en réalité le malheureux jeune homme (le cuisinier poignardé) était là par hasard et lorsqu'il a été frappé..., selon les dépêches, il s'est exclamé : « Je n'ai rien à voir avec ça ! ». La vérité est que Giunta avait besoin de « l'étincelle », ils avaient besoin d'un homme mort, et ses ouailles y ont pourvu ». Dès que la nouvelle de la mort de Nini se répand, le Professeur Randi monte sur scène et annonce qu'un « ex-combattant » italien a été tué par un Slave ». Se déplaçant selon un plan préétabli, des groupes de manifestants quittent la place et attaquent diverses cibles : des dégâts sont causés à des magasins tenus par des Slovènes, certains bureaux d'organisations slaves et socialistes sont pris d'assaut, des jets de pierres ont lieu contre le siège du consulat yougoslave via Mazzini et des bureaux sont dévastés, dont celui du l'avocat Josip Vilfan, l'un des dirigeants politiques des communautés slovène et croate de Trieste. Les squadristes se divisent en trois colonnes, dont l'une passe par la via Roma, une autre par la via San Spiridione et la troisième par la via Dante, se rejoignant au Narodni dom, suivis d'une foule nombreuse. Ils commencent à assiéger l'édifice de toutes parts, sous la conduite de Giunta. À cette époque, l'hôtel Balkan est protégé par plus de 400 soldats, carabiniers et gardes royaux envoyés pour garder le bâtiment par le sous-commissaire général, Francesco Crispo Moncada. Selon Almerigo Apollonio, les responsabilités de Crispo Moncada dans ce qui est arrivé à partir de ce moment sont telles que l’on peut supposer le déploiement d’une véritable conjuration militaro-fasciste.
À l'approche de la foule, au moins une grenade à main est lancée depuis le troisième étage de l'immeuble, qui, selon des témoignages de l'époque, est également suivie de coups de fusil vers la foule. Luigi Casciana, lieutenant d'infanterie de 23 ans en congé à Trieste, est blessé par des éclats d'obus et meurt la semaine suivante dans des circonstances obscures après avoir été transféré à l'hôpital militaire. Huit autres personnes sont blessées par les bombes. Les soldats entourant le bâtiment ripostent. La reconstruction exacte de la dynamique des faits est controversée. Selon une autre version, quelqu'un a tiré une roquette en l'air depuis le bâtiment des chemins de fer, après quoi le Narodni Dom a été la cible des tirs et l'armée a pris l'initiative de l'attaquer. Les fascistes forcent les portes du bâtiment, y jettent des bidons d'essence et y mettent le feu, après quoi ils empêchent les pompiers (qui sont arrivés immédiatement) d'intervenir,. Selon la presse de l'époque, la propagation rapide du feu avec de nombreuses explosions est favorisée par le fait que des membres de la communauté slave auraient dissimulé un arsenal d'explosifs et d'armes à l'intérieur du Narodni. Cependant, rapporte Apollonius, aucune preuve de l'existence d'un tel arsenal n'a émergé des enquêtes policières ultérieures. D'autres insistent sur les responsabilités des militaires qui avaient pour tâche de protéger le bâtiment, qui n'ont pas arrêté les assaillants, mais les ont rejoints. Apollonio rapporte les témoignages de trois citoyens américains, clients de l'hôtel, selon lesquels les assaillants, une fois entrés dans l'immeuble, ont empilé des articles ménagers et ont versé dessus un liquide inflammable. Les flammes se sont rapidement propagées dans tout le bâtiment.
Tous les clients du Narodni dom réussissent à s'échapper, à l'exception du pharmacien de Bled originaire de Ljubljana, Hugo Roblek. Dans certaines sources, Roblek est présenté à tort comme le gardien ou même le propriétaire des lieux. Roblek se jette par une fenêtre et meurt sur le coup, tandis que sa femme, qui a sauté avec lui, bien que grièvement blessée, réussit à en réchapper. L'incendie détruit complètement le bâtiment : pour certains témoins l'intervention des pompiers a été empêchée par les squadristes ; pour d'autres en revanche, l'intervention des pompiers a eu lieu et a empêché le feu d'attaquer les bâtiments environnants. Le feu n'est complètement éteint que le lendemain. Dans la soirée du 14 juillet, le Narodni dom de Pula est également dévasté et incendié au cours d'une action similaire,.

## Suites de l'incendie

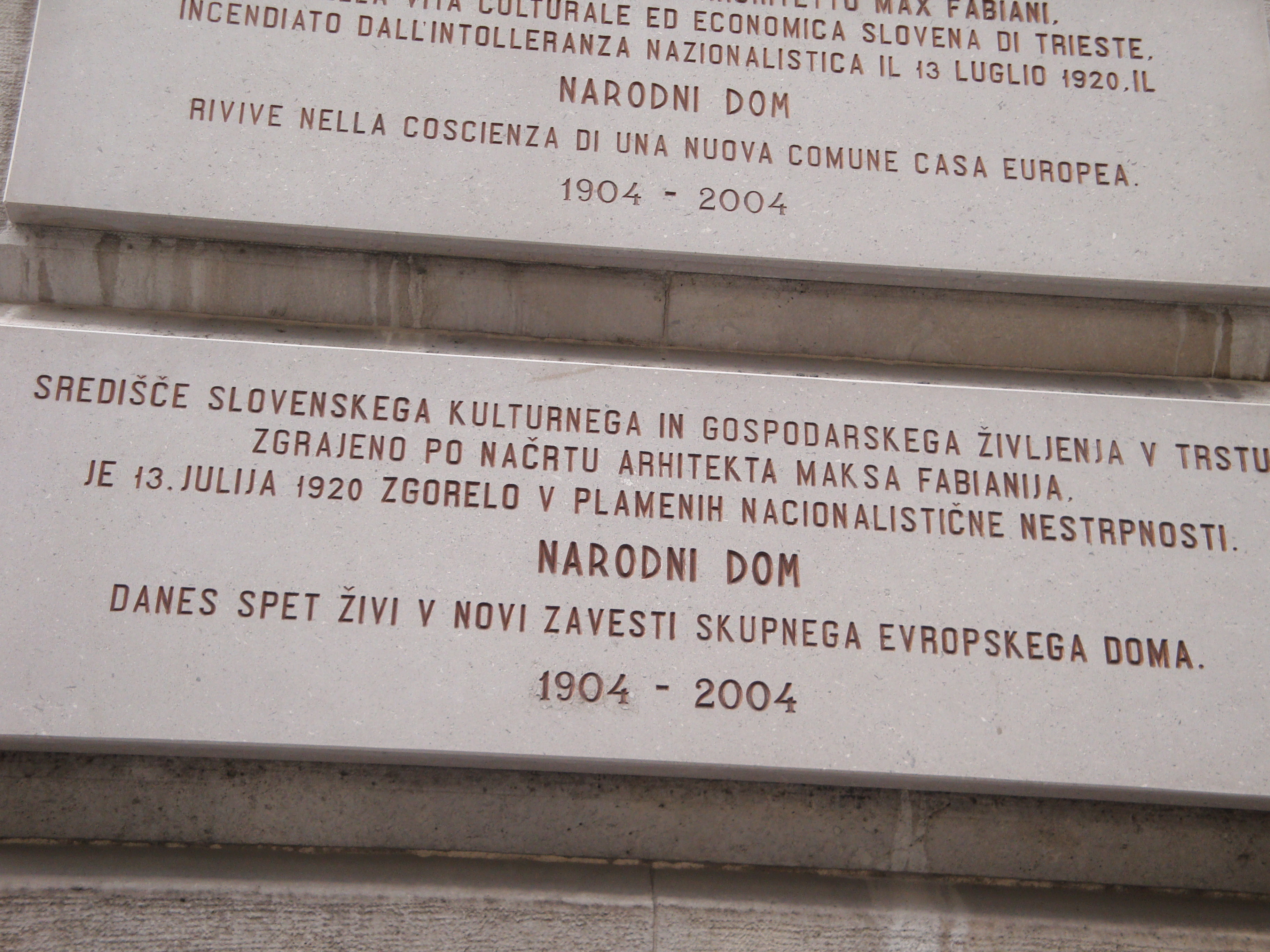
Plaque commémorative.

Selon Gaetano Salvemini, l'objectif immédiat que les fascistes et les nationalistes se proposaient d'atteindre à travers l'incendie du Narodni dom aurait été de saboter les négociations italo-yougoslaves sur la question de Fiume et des frontières entre les deux pays,. Si de ce point de vue on peut dire que l'objectif a été manqué, les conséquences de l'incendie sont néanmoins graves et de très longue durée. L'incendie du Narodni dom constitue un tournant dans l'affirmation du « fascisme frontalier » : « L'incendie annonce, avec les flammes bien visibles depuis différents points de la ville, un changement radical. Cela ressemble presque à une célébration sacrée, de la mort et de la purification : dans la réinvention de l'histoire, que le fascisme façonne pour les événements locaux et nationaux, le paysage majestueux de cet enjeu devient l'un des mythes d'origine les plus importants de la nouvelle frontière italienne ». Sans surprise, l'année suivante, lors du rassemblement inaugural de sa campagne électorale pour les élections générales italiennes de 1921, Giunta s'exprime en ces termes :

« Pour moi le programme (électoral) commence avec l’incendie du Balkan »

— Discours de Francesco Giunta au Politeama Rossetti, avril 1921.
La destruction du Narodni dom représente le premier grand clivage entre les Italiens de la Vénétie Julienne et les populations « étrangères  », Slovènes et Croates, avec des conséquences fatales pour tous les habitants de la région.
Le bâtiment complètement dévasté par le feu est exproprié aux organisations slovènes (qui sont définitivement dissoutes par décret en 1927). Il est ensuite repris par une entreprise milanaise qui rénove entièrement le bâtiment et l'utilise comme hôtel sous le nom de « Regina ». En 1923, la construction d'un nouveau bâtiment commence qui aurait exclu l'ancien hôtel Balkan de la Piazza Oberdan rénovée.
En 1954, l'écrivain slovène Boris Pahor publie le livre Il rogo nel porto, qui comprend l'histoire éponyme de l'incendie du Narodni dom.
Le Narodni dom devient le symbole du début des persécutions fascistes contre les Slovènes et les Croates de Vénétie Julienne, et pour cette raison, le 13 juillet 2010, est la destination, avec le monument aux exilés d'Istrie, de Rijeka et de Dalmatie situé sur la Piazza Libertà à Trieste, d'un hommage des présidents italien, slovène et croate à l'occasion d'une rencontre de réconciliation.
Après la Seconde Guerre mondiale, la communauté slovène demande à plusieurs reprises que le bâtiment reprenne des activités en faveur de la minorité. Aujourd’hui, le bâtiment, situé via Filzi, abrite le siège de la section d’études en langues modernes pour interprètes et traducteurs de l’Université de Trieste et une bibliothèque de plus de 43000 volumes. 
En décembre 2004, le Magnifico Rettore de l’Université de Trieste, le Prof. Domenico Romeo, découvre une plaque bilingue qui rappelle la signification historique de l’édifice et de sa destruction,. Depuis le printemps de la même année, des espaces sont mis à la disposition des institutions culturelles et scientifiques de la communauté slovène,. En avril 2004, Romano Prodi, alors président de la Commission européenne, et Riccardo Illy, alors président de la région Frioul-Vénétie Julienne, visitent les structures gérées par la communauté slovène au sein de l’ancien Narodni dom, dont un centre d’information et une salle de conférence.
Chaque 13 juillet, le parti Slovenska Skupnost organise une manifestation devant le bâtiment, dans laquelle il commémore l'incendie en déposant une couronne sur la plaque qui rappelle son importance historique.
Le 13 juillet 2020, le président de la République Sergio Mattarella et le président slovène Borut Pahor ont assisté à la cérémonie de restitution du bâtiment à la communauté slovène, exactement 100 ans après l'incendie,.